# Frederic Tuta
Frederic Tuta (n. 1269 – d. 16 august 1291) a fost membru al Casei de Wettin, devenit margraf de Landsberg din 1285 până la moarte. De asemenea, începând din 1288 el a fost și margraf de Luzacia și regent în Meissen.

## Viața
Frederic era fiul margrafului Dietrich de Landsberg. Când acesta a murit în 1285, Frederic și frații săi au împărățit moștenirea, iar el a primit Marca de Landsberg. Când a murit și Henric cel Ilustru, margraf de Meissen în 1288, Frederic a preluat și Marca de Luzacia. Cu toate acestea, fiii lui Henric, Albert al II-lea, Frederic cel Mușcat și Dietrich al IV-lea și-au disputat această moștenire. În 1289 Frederic Tuta a cumpărat o parte din Meissen și teritoriul unui anume Frederic Clem.
Frederic Tuta a murit la 16 august 1291 la vârsta de 22 de ani, în castelul Hirschstein, din cauza consumului de cireșe otrăvitoare. Neavând un moștenitor pe linie masculină, posesiunile sale au fost divizate după moartea sa. Nepoții săi Dietrich al IV-lea și Frederic I au preluat Luzacia, în vreme ce Landsberg a fost vândut margrafilor de Brandenburg din Casa de Ascania.

## Căsătorie și urmași
Frederic Tuta a fost căsătorit cu Caterina (d. 1310), fiică a ducelui Henric al XIII-lea de Bavaria. Ei au avut doar o fiică: Elisabeta.